# تحفه (فیلم)
تحفه (به هندی: Tohfa) فیلمی محصول سال ۱۹۸۴ و به کارگردانی کی. راگاوندرا رائو است. در این فیلم بازیگرانی همچون جیتندرا، جایا پرادا، سری دوی، قادرخان، شاکتی کاپور، آسرانی، آریونا ایرانی ایفای نقش کرده‌اند.